# Stefan Karadżowo
Stefan Karadżowo (bułg. Стефан Караджово) – wieś w południowo-wschodniej Bułgarii, w obwodzie Jamboł, w gminie Bolarowo.
Według danych Narodowego Instytutu Statystycznego, 31 grudnia 2011 roku liczyła 506 mieszkańców. Znajduje się w niej dom kultury. Święto soboru odbywa się corocznie 24 maja.
Dawniej miejscowość nosiła nazwę Imcze. Po wyzwoleniu Bułgarii spod panowania tureckiego przemianowano ją na cześć rewolucjonisty Stefana Karadży.

## Urodzeni w Stefanie Karadżowie
- Stefan Karadżew – rewolucjonista